# Elliot Meadow
Elliot Meadow (* 22. August 1945 in Glasgow; † 4. Januar 2017) war ein britischer Jazzautor, Musikproduzent, Manager und Rundfunkmoderator.

## Leben und Wirken
Meadow lernte bereits mit neun Jahren den Musikproduzenten Norman Granz kennen; mit 18 Jahren zog der Jazz-begeisterte junge Mann in die Vereinigten Staaten. Dort war er zunächst als Roadie für das Count Basie Orchestra tätig; 1966 lernte er bei einer Tournee mit Basie den Sänger Frank Sinatra kennen (den er 24 Jahre später für ein Konzert in Glasgow buchte). In den folgenden Jahren arbeitete Elliot als Tourmanager für Herbie Hancocks Headhunters und Marlena Shaw, bevor er eine Karriere als Musikmanager und Produzent begann; er war für die Jazzlabel Muse und Strata-East tätig, u. a. mit Sonny Stitt, Sonny Fortune, Grady Tate und Buster Williams. Er produzierte auch Billy Harts Soloalbum Enchance (1977). Ferner schrieb Elliot, in New York lebend, Artikel für Jazzmagazine wie Downbeat, bevor er in den 1980er-Jahren nach Schottland zurückkehrte. Dort hatte er eine Jazz-Sendung beim Rundfunksender Radio Forth; daneben schrieb er Beiträge für The Herald, The List und das Jazz Journal. Zudem arbeitete er für das schottische Plattenlabel Linn Records, für das er Aufnahmen von Martin Taylor, Stacey Kent, Claire Martin und Carol Kidd produziert. 1983 gründete er sein eigenes Label GFM Records, für das er Aufnahmen von Tommy Smith und Lee Konitz produzierte. In den 1990er-Jahren war er auch mit Beiträgen für das Jazzprogramm von BBC Radio Scotland tätig (Be-Bop to Hip-Hop); dort präsentierte er monatlich Features über Jazzmusiker wie Ella Fitzgerald, Miles Davis und Andrew Hill. Ferner produzierte er Rundfunk-Dokumentationen über Dean Martins Tochter Deana und Norman Granz. Zuletzt moderierte er eine eigene Radiosendung im Internet, JazzMoodsPlus. Er starb Anfang 2017 an den Folgen einer Erkrankung an Prostatakrebs.